# Вулиця Шептицького
Вулиця Шептицького — вулиця в місті Одеса, місцевість селище Котовського. Пролягає від проспекту Князя Володимира Великого до вулиці Івана Луценка.
Прилучаються вулиця Бахмутська та сходи до вулиці Штильової.

## Історія
Виникла у 1989 році під назвою Армійська. Сучасна назва з 2004 року.